# Ingerhof
Ingerhof ist ein Hof in Lohmar im Rhein-Sieg-Kreis in Nordrhein-Westfalen.

## Geographie
Ingerhof liegt im Südosten von Lohmar. Umliegende Ortschaften und Weiler sind Inger und Birk im Norden, Birk im Nordosten und Osten, Hochhausen (zu Neunkirchen-Seelscheid) im Osten, Braschoß (zu Siegburg) im Südosten, Heide im Südosten, Süden und Südwesten, Albach im Südwesten sowie Krölenbroich und Inger im Nordwesten.

## Gewässer
Südlich von Ingerhof fließt der Auelsbach, ein orographisch linker Nebenfluss der Agger.

## Verkehr
Ingerhof liegt östlich der Kreisstraße 13.